# Sechium talamancense
Sechium talamancense là một loài thực vật có hoa trong họ Cucurbitaceae.

## Lịch sử phân loại
Loài này được Richard P. Wunderlin miêu tả khoa học đầu tiên năm 1976 dưới danh pháp Frantzia talamancensis. Năm 1978, Charles Jeffrey đề xuất mở rộng chi Sechium để gộp tất cả các loài của các chi Frantzia / Polakowskia (= Frantzia sect. Polakowskia), và xếp danh pháp loài tổ hợp mới Sechium talamancensis trong tổ Sechium của chi Sechium. Tuy nhiên, do Sechium là danh từ giống trung nên danh pháp đúng phải là Sechium talamancense.
Nghiên cứu di truyền phân tử của Sebastian et al. (2012) cho thấy Sechium nghĩa rộng là đa ngành, với các loài ban đầu được xếp trong các chi Frantzia và Polakowskia dường như không có quan hệ họ hàng gần với phần còn lại của Sechium nghĩa rộng cũng như với Sicyos; cụ thể thì 6 loài từng được liệt kê trong Frantzia tạo thành một nhánh có quan hệ họ hàng gần với Echinopepon spp.; và chúng chỉ có quan hệ họ hàng xa với Sicyos cũng như Sechium nghĩa hẹp.
Do loài điển hình của Sechium là Sechium edule lồng trong Sicyos nên việc hợp nhất Sechium nghĩa hẹp với Sicyos sẽ làm cho Sechium chỉ được coi là đồng nghĩa muộn của Sicyos, nhưng điều này cũng làm cho việc phục hồi chi Frantzia trở thành có cơ sở và có ý nghĩa. Tuy nhiên, tới thời điểm năm 2024 thì World Flora Online ghi nhận Frantzia talamancensis và Sechium talamancense / Sechium talamancensis như là các đơn vị phân loại không được đặt vào đâu; còn The Plants of the World Online thì ghi nhận Frantzia talamancensis như là từ đồng nghĩa của Sechium talamancensis và nó không được đặt vào đâu.

## Từ nguyên
Tính từ định danh talamancensis / talamancense là để nói tới dãy núi Talamanca, nơi thu thập các mẫu vật của loài này.

## Mẫu định danh
Mẫu định danh gốc (holotype) số J. Vaughan, John D, Dwyer, D. Spellman & R. Wunderlin 669 thu thập ngày 12-8-1971 ở cao độ 7.000 – 11.000 ft (2.130 – 3.350 m) trong rừng núi cao và rừng mây phía bắc San Isidro de El General, tổng Pérez Zeledón, tỉnh San José, Costa Rica.

## Phân bố
Loài bản địa Costa Rica.